# Comté aborigène de Woorabinda
Le comté aborigène de Woorabinda est une zone d'administration locale australienne située dans l'état du Queensland.

## Géographie
En Australie, la plupart des zones d'administration locales sont constituées d'une seule entité territoriale (comprenant éventuellement des îles). Cependant, les comtés aborigènes sont souvent constitués de territoires disjoints contenant chacun une communauté autochtone. C'est le cas du Comté Aborigène de Woorabinda qui comprend les régions suivantes :
- une partie de la localité de Balcomba (L'autre parti restant dans la région des hauts plateaux du centre )[2] ;
- partie de la localité de Bauhinia (L'autre partie restant dans la région des hauts plateaux du centre)[3] ;
- partie de la localité de Duaringa (L'autre partie restant dans la région des hauts plateaux du centre)[4] ;
- partie de la localité de Wallaroo (L'autre partie restant dans la région des hauts plateaux du centre)[5] ;
- la ville et la localité de Woorabinda (entièrement dans la Comté Aborigène de Woorabinda)[6],[7].

## Histoire
Le Wadja (également connu sous le nom de Wadjigu, Wadya, Wadjainngo, Mandalgu et Wadjigun) est une langue aborigène du centre du Queensland. L'aire linguistique comprend les zones d'administration locale du comté aborigène de Woorabinda et de Région des Central Highlands, y compris les plateaux de Blackdown, la rivière Comet, la montagne de l'Expedition Range, et les villes de Woorabinda, Springsure et Rolleston.

## Points d’intérêt
Le Conseil du Comté de Woorabinda anime un centre de cultures indigènes à Woorabinda.

## Liste des maires
- 2020 - aujourd'hui : Joshua Mark Weazel[10]